# Port lotniczy Charters Towers
Port lotniczy Charters Towers (IATA: CXT, ICAO: YCHT) – port lotniczy położony w Charters Towers, w stanie Queensland, w Australii.